# 1,2-ビス(ジフェニルホスフィノ)エチレン
1,2-ビス(ジフェニルホスフィノ)エチレン（英語: 1,2-Bis(diphenylphosphino)ethylene, dppv）は、化学式が C2H2(PPh2)2 (Ph = C6H5) で表される有機リン化合物である。cis型とtrans型の両方のシス–トランス異性体が知られているが、主に取り扱われるのはcis型の方である。ビスホスフィン配位子に分類され、錯体化学において二座配位子である。 例えば、Ni(dppv)2や配位高分子の[Ni(dppv)]nを形成する。キレート配位子としてのdppvは、1,2-ビス(ジフェニルホスフィノ)ベンゼンに非常に似ている。
cis型は、リチウムジフェニルホスフィドとcis-1,2-ジクロロエチレンの反応によって合成される。
2 LiPPh2  +  C2H2Cl2  →  C2H2(PPh2)2  +  2 LiCl
trans型は同じように、trans-1,2-ジクロロエチレンを使って合成する。